# آلی (تگزاس)
آلی (به انگلیسی: Aley) یک منطقهٔ مسکونی در ایالات متحده آمریکا است که در شهرستان هندرسون، تگزاس واقع شده‌است. آلی ۱۰۹٫۱۲ متر بالاتر از سطح دریا واقع شده‌است.